# Adam Ciompa
Adam Ciompa (ur. 29 sierpnia 1901 w Krakowie, zm. 6 sierpnia 1935 w Tatrach Wysokich) – polski pisarz i plastyk.

## Życiorys
Uczęszczał do szkół we Lwowie, Wiedniu i Krakowie .
W latach 1920–1925 studiował w krakowskiej Akademii Sztuk Pięknych pod kierunkiem profesorów: Ignacego Pieńkowskiego, Stanisława Dębickiego, Wojciecha Weissa, Felicjana Szczęsnego Kowarskiego . Po studiach wyjechał na rok do Włoch . Po powrocie do Krakowa, od 1926 roku wystawiał swoje prace, malował obrazy do kościołów ewangelickich, portrety i sceny rodzajowe, zaprojektował witraże do kościołów ewangelickich w Wiśle i Bystrzycy nad Olzą .
Od 1931 roku zajął się głównie pisarstwem, tworzył Dzienniki, utwór Żółte cienie i dramat Diogenes . W 1933 roku opublikował eksperymentalną powieść Duże litery, później napisał (wydany pośmiertnie w 1937) Szkicownik literacki.
Był zamiłowanym turystą górskim, w 1935 zginął w drodze na Łomnicę , wpadając do Miedzianej Kotliny. Został pochowany w Wielkiej Łomnicy.